# Neoliodes floridensis
Neoliodes floridensis är en kvalsterart som beskrevs av Banks 1906. Neoliodes floridensis ingår i släktet Neoliodes och familjen Neoliodidae. Inga underarter finns listade i Catalogue of Life.